# I-9 (Bulgarien)
Die I-9 (bulgarisch Републикански път І-9 Republikanski pat I-9, also Republikstraße I-9) ist eine Hauptstraße (erster Ordnung) in Bulgarien. Sie ist zugleich Teil der Europastraße 87 und führt von der rumänisch-bulgarischen Grenze bei Durankulak über die Großstädte Warna und Burgas zur bulgarisch-türkischen Grenze bei Malko Tarnowo. Durch das Fehlen einer Eisen- und Autobahnstrecke zwischen Warna und Burgas ist sie die einzige Verbindung zwischen ihnen. In diesem Abschnitt überquert sie auch das Balkangebirge.

## Verlauf
Die Republikstraße beginnt am Grenzübergang Durankulak-Vama Veche an. Dort endet die rumänische Drum național 39. Der Grenzpunkt liegt sehr nahe dem Schwarzen Meer. Die I-9 führt von dort, immer mit einem Abstand zum Meer, durch die Dobrudscha. Erste Stadt ist dabei Schabla (bulgarisch Шабла), welche umfahren wird. Ab hier ändert sich die Richtung der Straße nach Südwesten. Die nächste Stadt, Kawarna (bulgarisch Каварна), wird nördlich umfahren, ebenso wie Baltschik (bulgarisch Балчик). Zwischen diesen Urlaubsstädten zweigen auch Straßen zu umliegenden Dörfern ab. Nach Baltschik kommt ein Gefälle, an dessen Ende Albena (bulgarisch Албена) erreicht werden kann.
Es folgt Kranewo (bulgarisch Кранево), der Goldstrand, Sweti Konstantin (bis 1991 Druschba (Дружба)) und schließlich Warna (bulgarisch Варна). Hier ist die I-9 gut ausgebaut und mehrsprurig. Warna wird durch die Asparuchowo-Brücke verlassen. Hier fängt die kurze A5 „Tscherno More“ an, welche in Zukunft bis nach Burgas gebaut werden soll und die I-9 damit ersetzen würde. Die I-9 an sich verläuft ab Asparuchowo durch hügeliges, teilweise bewaldetes Gebiet. Nächste Stadt ist Bjala, danach kommt Obsor (bulgarisch Обзор). Nach ihnen beginnt der kurvenreichste Teil der Strecke zwischen den Großstädten mit der Überquerung des Balkangebirges. Auf der anderen Seite befinden sich Sweti Wlas (bulgarisch Свети Влас) und der touristisch bekannte Sonnenstrand. Die I-9 streift jedoch nur den Sonnenstrand und führt wieder Richtung Südwesten nach Burgas (bulgarisch Бургас). Zwischen beiden Städten werden mehrere Ortschaften: Acheloj, Pomorie und Sarafowo, wo der internationale Flughafen von Burgas liegt, umfahren. In diesem Abschnitt ist die I-9 vierspurig.
In Burgas führt sie die meiste Zeit entlang der Burgasseen. Bei Kraimorie zweigt von ihr die II-99 ab, welche die weitere Schwarzmeerküste verbindet. Beide Straßen treffen sich später im Strandscha-Gebirge. Durch dieses führt die I-9, wobei das Gebiet bewaldet ist und auch nicht viele bewohnte Siedlungen existieren. Malko Tarnowo (bulgarisch Малко Търново) ist die einzige Stadt in der Gegend. In ihrer Nähe trifft auch die II-99 mit der I-9 zusammen. Schließlich führt die I-9 zur bulgarisch-türkischen Grenze. Dort bildet die türkische Straße D 555 ihre Fortsetzung.
In ihrem südlichen Teilstück nach der Anschlussstelle Kraimorie bestehen Planungen zum Ausbau der Republikstraße zu einer Schnellstraße mit zwei Fahrstreifen pro Richtung bei einer Höchstgeschwindigkeit von 90 km/h. Der Ausbau soll als Fortführung der zukünftigen Schwarzmeerautobahn A5 gelten und die sozial-wirtschaftliche Lage in der strukturschwachen Strandscha-Region verbessern. Stand Anfang 2025 wurden diverse Vorschläge zur Ausarbeitung des Ideenprojekts bei der nationalen Agentur für Infrastruktur eingereicht.